# HD 118686
HD 118686，又名BD+77 516，SAO 7848、HR 5131，是一颗恒星，视星等为6.57，位于銀經119.65，銀緯40.3，其B1900.0坐标为赤經13h 33m 23.5s，赤緯+77° 40.3′ 26″。